# Jakob Schnaitter
Jakob Schnaitter (Wasserburg am Inn; 8 de marzo de 1996) es un tenista alemán especializado en dobles. Su más alta clasificación en el ranking ATP es el 77° puesto alcanzado el 27 de enero de 2025.
Juega habitualmente junto a Mark Wallner, con quien comparte entrenador, Marc Meigel.

## Carrera
Schneitter jugó a nivel universitario para la Azusa Pcific University, para después hacerlo en Wake Forest.

### 2024: Debut ATP
Su debut en un cuadro principal ATP se produjo en el Torneo de Múnich, donde formó pareja con su compatriota Mark Wallner en el cuadro de dobles. Fueron eliminados en primera ronda ante Marcus Daniell y Philipp Oswald por 4-6, 4-6.
También entró directamente al cuadro principal del Torneo de Hamburgo, otra vez junto a Mark Wallner, instancia en la que logró su primer triunfo a nivel ATP, en la victoria en primera ronda ante N. Sriram Balaji y Rohan Bopanna por 6-1, 6-4.

## Títulos ATP (0; 0+0)

### Dobles (0)
| Leyenda                         |
| Grand Slam (0)                  |
| ATP Wourld Tour Finals (0)      |
| ATP Masters 1000 World Tour (0) |
| ATP World Tour 500 series (0)   |
| ATP World Tour 250 series (0)   |

#### Finalista (1)
| N.º | Fecha              | Torneos  | Superficie    | Pareja       | Oponentes en la final              | Resultado   |
| --- | ------------------ | -------- | ------------- | ------------ | ---------------------------------- | ----------- |
| 1.  | 6 de abril de 2025 | Bucarest | Tierra batida | Mark Wallner | Marcel Granollers Horacio Zeballos | 6-7(3), 4-6 |

## Títulos ATP Challenger (5; 0+5)

#### Dobles (5)
| N° | Fecha                 | Torneo       | Superficie    | Pareja       | Oponentes en la final              | Resultado           |
| -- | --------------------- | ------------ | ------------- | ------------ | ---------------------------------- | ------------------- |
| 1. | 11 de mayo de 2024    | Praga 2      | Tierra batida | Mark Wallner | Jiří Barnat Jan Hrazdil            | 6-3, 6-1            |
| 2. | 25 de mayo de 2024    | Augsburgo    | Tierra batida | Mark Wallner | David Pichler Michael Vrbenský     | 3-6, 6-2, [10-8]    |
| 3. | 15 de junio de 2024   | Bratislava 2 | Tierra batida | Mark Wallner | Miloš Karol Tomáš Láník            | 6-4, 6-4            |
| 4. | 6 de julio de 2024    | Karlsruhe    | Tierra batida | Mark Wallner | Dan Added Grégoire Jacq            | 6-4, 6-0            |
| 5. | 22 de febrero de 2025 | Pau          | Dura (i)      | Mark Wallner | Alexander Blockx Raphaël Collignon | 6-4, 6-7(5), [10-8] |